# Révész TRT
El Révész TRT, siglas de Révész Truck Racing Team, es un equipo húngaro que participa en la modalidad de carreras de camiones. Actualmente compite con un MAN en el Campeonato de Europa de Carreras de Camiones en el que corre Norbert Kiss.

## Historia
El equipo fue fundado en 2020 por la empresa húngara Révész Group, que en 2020 cumplía el 40.º aniversario de su fundación. Para su temporada inicial ficharon a todo un as de la modalidad como lo es Norbert Kiss, quien estaba descontento con sus resultados en el MB Motorsport, que, para más inri, había perdido para 2020 el patrocinio de Tankpool24. El 14 de agosto, quince días antes del comienzo de la temporada, presentaron su novedoso camión, un MAN que destaca por tener gran parte de la calandra abierta. En el título de equipos competirían junto al T Sport Bernau.
La temporada empezó bastante bien, con Kiss marcando los mejores tiempos en los libres del viernes y del sábado, consiguiendo la pole del sábado y la victoria en la carrera 1 en Most. Volvió a marcar los mejores tiempos en los libres del domingo, consiguiendo la pole y liderando la carrera 3 hasta que una avería en la penúltima vuelta le hizo perder dos posiciones, aunque salvando el podio. En el segundo gran premio, en casa, en Hungría, Kiss consiguió tres victorias en cuatro carreras, colocándose como líder de la general, pero el calendario fue cancelado ante la falta de carreras semanas después. En el título de constructores eran primeros por entonces.

## Resultados

### Resultados en el Campeonato de equipos del ETRC
Nota: en 2020 y 2021 corrió bajo el nombre de Team Titan
| Año  | Vehículo | Pilotos      | Pos. |
| ---- | -------- | ------------ | ---- |
| 2020 | MAN      | Norbert Kiss | -    |
| 2021 | MAN      | Norbert Kiss | 1    |

### Resultados de sus pilotos en el Campeonato de Europa de Carreras de Camiones
| Año  | Camión | N.º | Pilotos      | 1       | 1     | 1     | 1     | 2     | 2     | 2     | 2     | 3     | 3     | 3     | 3     | 4     | 4     | 4     | 4     | 5     | 5     | 5     | 5     | 6     | 6     | 6     | 6     | Posición | Puntos |
| ---- | ------ | --- | ------------ | ------- | ----- | ----- | ----- | ----- | ----- | ----- | ----- | ----- | ----- | ----- | ----- | ----- | ----- | ----- | ----- | ----- | ----- | ----- | ----- | ----- | ----- | ----- | ----- | -------- | ------ |
| 2020 | MAN    | 40  | Norbert Kiss | MOS 1   | MOS 6 | MOS 3 | MOS C | HUN 2 | HUN 1 | HUN 1 | HUN 1 |       |       |       |       |       |       |       |       |       |       |       |       |       |       |       |       | -        | -      |
| 2021 | MAN    | 41  | Norbert Kiss | HUN Ret | HUN C | HUN 1 | HUN 1 | MOS 1 | MOS 3 | MOS 1 | MOS 5 | ZOL 1 | ZOL 8 | ZOL 4 | ZOL 1 | LMS 3 | LMS 1 | LMS 1 | LMS 5 | JAR 1 | JAR 4 | JAR 1 | JAR 5 | MIS 2 | MIS 3 | MIS 1 | MIS 6 | 1º       | 276    |